# Microspora
Microspora nom. cons., rod zelenih algi, do 2020 kao jedini smješten u vlastitu porodicu Microsporaceae, dio reda Sphaeropleales. Postoji 26 priznatih vrsta; tipična je slatkovodna alga M. floccosa, prvi puta opisana po primjerku iz Ženeve kao Prolifera floccosa.

## Vrste
1. Microspora abbreviata (Rabenhorst) Lagerheim
2. Microspora aequabilis Wichmann
3. Microspora amoena (Kützing) Rabenhorst
4. Microspora bossei P.G.Richter
5. Microspora crassior (Hansgirg) Hazen
6. Microspora ficulinae P.J.L.Dangeard
7. Microspora floccosa (Vaucher) Thuret - tipična
8. Microspora formosana Okada
9. Microspora indica Randhawa
10. Microspora irregularis (West & G.S.West) Wichmann
11. Microspora lauterbornii Schmidle
12. Microspora loefgrenii (Nordstedt) Lagerheim
13. Microspora manifesta Novis
14. Microspora membranacea C.C.Wang
15. Microspora pachyderma (Wille) Lagerheim
16. Microspora palustris Wichmann
17. Microspora quadrata Hazen
18. Microspora rotundata Novis
19. Microspora spirogyroides Skuja
20. Microspora stagnorum (Kützing) Lagerheim
21. Microspora subsetacea (Kützing) De Toni
22. Microspora tenuiderma Lokhorst
23. Microspora tumidula Hazen
24. Microspora vulgaris Rabenhorst
25. Microspora willeana Lagerheim
26. Microspora wittrockii (Wille) Lagerheim